# 小林智仁
小林 智仁（こばやしともひと、1979年2月22日 - ）は、日本の政治家。徳島県石井町長（2期）。

## 経歴
徳島県名西郡石井町藍畑字西覚円生まれ。石井町立藍畑幼稚園卒業。石井町立藍畑小学校卒業。石井町立石井中学校卒業。徳島県立名西高等学校中退。高等学校卒業程度認定試験（旧大学入学資格検定）に合格し、中央大学法学部通信教育課程に在学中。
衆議院議員後藤田正純秘書を経て、2011年石井町議会議員選挙に立候補。石井町歴代最高得票となる2,382票を獲得しトップ当選。当時の町長（河野俊明）が暴行事件を起こし、強制起訴での有罪判決を受けるなど混乱した町政を立て直すため、1期目途中の2014年12月に議員辞職し、次期町長選挙への出馬を表明。2015年4月の町長選挙で、現職の河野に対して2,500票以上の大差をつけて当選し、第16代石井町長に就任。就任時の年齢は36歳で、中四国の町村長の中では当時最年少の町長。2018年12月に2期目に向けて出馬表明を行う。

## 石井町長としての功績
政争の町として二分されていた町政の混乱を早期に収束、町内外のイメージを向上させる。
地元大学である四国大学との包括的連携協定を県内で初めて締結し、空き家対策や移住定住対策等に大学の専門的知見と若者の視点を取り入れ地域活性化につなげている。
県内の他の自治体に先駆けて様々な施策を展開しており、補助金を活用して町内防犯灯の一斉LED化や、災害発生時を見据えた「消防さく泉」を活用した生活水の確保、各種税金のインターネットを介しての決済などは県内初の事業。
ふるさと納税制度を活用し、廃止されていた移動図書館車の復活事業を展開。全国に寄附を呼びかけ約半年で目標額を達成。その取り組みが総務省の各地の好事例として取り上げられ、全国に優良事例集として掲載される。
第2子保育料無料化を段階的に実施するなど、子育て支援にも力を入れている。幼稚園ではこれまで行われていなかった土曜保育の実施や卒園後の春休み預かり事業を実施するなど、子どもを産み育てやすい環境を充実させている。
老朽化が顕著な幼保施設の建て替えも計画的に行いつつ、待機児童対策にも力を入れ、平成30年度当初には待機児童ゼロを達成している。
こうした施策が功を奏し、全県的に人口減少が進む中で、転入者が転出者を上回る社会増となっている数少ない自治体である。
原則として40歳以上の方を対象に、県内で唯一すべてのガン検診を無料としていることに加え、特定健診の自己負担金も無料化。65歳以上の高齢者と中学3年生にはインフルエンザの予防接種の助成も行い、町民の健康維持向上に取り組んでいる。
徳島県版の地方創生特区に、平成28年「次世代育成・6次産業集積特区」に石井町が認定される。認定後は、県と協力し徳島大学いしいキャンパス（生物資源産業学部）を誘致したほか、Tファームいしい(株)やみのるファームいしい(株)といったトマト（ミニトマト）の水耕栽培を行う大規模農業系の企業を誘致し、地元雇用につなげている。
老朽化した施設の建て替えなどのハード事業や、県内に先駆けての様々なソフト事業を展開しつつ健全な財政運営に努め、平成26年に約60億円あった地方債（借金）を平成29年には約52億円と約8億円減少させる。
加えて基金残高（貯金）も、平成26年度には約48億円だったものを、平成29年度には約51億円（過去2番目に多い額）と約3億円増加させ、1期目の就任中に併せて約11億円の財政を改善している。

## 著作

### 単著
- 『こんな俺でも宅建・行政書士試験に一発合格できた！』洋泉社、2010年。ISBN 4862486037

### 共著
- 『行政書士合格ノート』日本法令、2010年。ISBN 4539721895